# ترس (فیلم ۱۹۹۰)
ترس (انگلیسی: Fear) فیلمی به کارگردانی راکن اس اوبانون است که در سال ۱۹۹۰ منتشر شد.

## بازیگران
- آلای شیدی
- پروییت تیلور وینس
- مایکل اوکیف
- لورن هوتن
- کئون یونگ
- استن شو
- جاناتان پرینس
- دینا مریل
- جین سیبت
- جان آگار
- جایزه ساترن